# Eric Tulsky
Eric George Tulsky, född antingen 1974 eller 1975, är en amerikansk idrottsledare som är general manager för Carolina Hurricanes i den nordamerikanska ishockeyligan National Hockey League (NHL) sedan den 18 juni 2024.
År 2025 innehar Tulsky 46 patent varav 15 personligen tillsammans med före detta arbetskollegor.

## Biografi
Tulsky avlade kandidatexamen i fysik och kemi vid Harvard University och blev filosofie doktor i kemi vid University of California, Berkeley. Efter studierna började han arbeta för Life Technologies. Mellan 2011 och 2012 författade Tulsky analytiska texter om ishockeylaget Philadelphia Flyers (NHL) på bloggen Broad Street Hockey. Under den tiden arbetade han samtidigt för solcellstillverkaren Solexant och nanoteknologiföretaget Nanosys. Sommaren 2012 blev Tulsky projektanställd hos ishockeylaget Nashville Predators (NHL) för att arbeta med avancerad statistik rörande deras ishockeyspelare. År 2013 fick Tulsky en anställning hos Quantumscape. Där blev han dock bara till juli 2014 när han fick en anställning hos Carolina Hurricanes som analytiker. Tre år senare befordrades Tulsky till att vara chefsansvarig för Hurricanes analysavdelning. År 2020 utsågs han till att vara assisterade general manager för ishockeylaget medan fyra år senare blev Tulsky befordrad till att vara general manager.